# باغمره أفندي
قرية باغمره أفندي وهي قرية تقع في ناحية قوشتبة في قضاء سهل أربيل في محافظة أربيل شمال العراق.